# Radonia
Radonia (deutsch Radun, 1936–1945 Zwieborn) ist ein oberschlesisches Dorf in der Gemeinde Wielowieś, Powiat Gliwicki in der Woiwodschaft Schlesien in Polen.
Radonia hat 457 Einwohner. Radonia bildet ein Schulzenamt. Der Dorfschulze ist Pelagia Burda.

## Geografie
Nachbarorte von Radonia sind Świbie (Schwieben), Napłatki (Naplatken), Raduń (Kolonie Radun) und Kieleczka (Kieleschka).

## Geschichte
Radun wurde erstmals 1228 als Besitz des Klosters Czarnowanz erwähnt.
1939 hatte Zwieborn 637 Einwohner.
1945 kam Zwieborn unter polnische Verwaltung.
Von 1975 bis 1998 lag Radonia in der neu gestalteten Woiwodschaft Katowice. 1999 kam Radonia zur neuen Woiwodschaft Schlesien und in den wiederentstandenen Powiat Gliwicki.

## Sehenswürdigkeiten
- neoklassizistisches Schloss aus dem Jahr 1880
- Nepomukkapelle aus dem Jahr 1920